# Tinacrucis
Tinacrucis là một chi bướm đêm thuộc phân họ Tortricinae của họ Tortricidae.

## Các loài
- Tinacrucis apertana (Walsingham, 1914)
- Tinacrucis aquila (Busck, 1914)
- Tinacrucis patulana (Walker, 1863)
- Tinacrucis sebasta (Walsingham, 1914)